# Hayko Cepkin
Hayko Cepkin (sinh ngày 11 tháng 3 năm 1978 tại Istanbul) là một nhạc sĩ, một nghệ sĩ piano Armenia gốc Thỗ Nhĩ Kì, người được biết đến một cách rộng rãi bởi nhiều tác phẩm âm nhạc độc đáo mang hơi hướng alternative rock.
Sau khi tốt nghiệp trung học ở Getronagan, Cepkin đã học nhạc tại Đại học Mimar Sinan trong hai năm và đã tham gia các khóa học về solfège tại Trung tâm Âm nhạc Hiện đại Timur Selçuk. Sau một năm học tại Học viện İstanbul, anh bắt đầu biểu diễn cùng với một số nghệ sĩ người Thổ Nhĩ Kỳ nổi tiếng như Ogün Sanlısoy, Aylin Aslım, Koray Candemir và Demir Demirkan và cộng tác với các album của một số nghệ sĩ. Trở con đường thành nhà soạn nhạc, anh đã đóng góp cho các tác phẩm của các nghệ sĩ được liệt kê ở trên trong việc đóng góp cho các album như "Söz Vermiş Şarkılar" của Murathan Mungan mà Aylin Aslım đã hát song ca với Muảthan.